# Trappe de la Coudre
Trappe de la Coudre (ou trappiste de Laval) est la marque commerciale d'un fromage industriel français fabriqué à Entrammes en Mayenne par la société d'industrie laitière Société anonyme des fermiers réunis et affiné artisanalement à Laval par les moniales trappistes de l'abbaye Notre-Dame de la Coudre,. La marque Trappe de la Coudre est accompagnée de la marque Monastic.
C'est un fromage industriel à pâte molle et à croûte lavée ou morgée, transformé sur une base de lait de vache pasteurisé et affiné artisanalement.

## Histoire
Le procédé de transformation du lait fut mis au point par les moines de l'abbaye Notre-Dame-du-Port-du-Salut, qui le transmirent aux sœurs de la Coudre au moment de la création de la laiterie en 1868. Le fromage était alors fabriqué par les moniales à partir de laits crus achetés aux agriculteurs locaux,. À partir de 1995, elles font sous-traiter la fabrication des fromages par une société de l'industrie laitière à Entrammes et conservent l'opération d'affinage dans les caves voûtées de l’abbaye de la Coudre. 

## Volume de production
En 1985, la fabrication s'élevait à 220 tonnes. En 2013, La Société anonyme des fermiers réunis et la communauté monastique de l'abbaye Notre-Dame de la Coudre ne transforment plus que  20 tonnes par an de ce fromage. 